# Bắc Hưng
Bắc Hưng là một xã thuộc huyện Tiên Lãng, thành phố Hải Phòng, Việt Nam.
Xã Bắc Hưng có diện tích 4,9 km², dân số năm 1999 là 6501 người, mật độ dân số đạt 1327 người/km².